# Hedotettix brevipennis
Hedotettix brevipennis är en insektsart som beskrevs av Zheng, Z. och Deng 2005. Hedotettix brevipennis ingår i släktet Hedotettix och familjen torngräshoppor. Inga underarter finns listade i Catalogue of Life.